# Harbułtowice

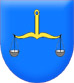
Nieoficjalny herb wsi Harbułtowice

Harbułtowice (niem. Harbultowitz) – wieś w Polsce położona w województwie śląskim, w powiecie lublinieckim, w gminie Kochanowice.
W latach 1975–1998 miejscowość administracyjnie należała do województwa częstochowskiego.

## Historia
- 1534 – pierwsze wzmianki o Harbułtowicach[5]
- 1573-1574 – zbiegli chłopi: Jan Długoń i Błażek Glonzek wraz z całym ruchomym dobytkiem z powodu ciężarów i wysokiej pańszczyzny[6]
- Od końca XVIII w. wieś posiadała własną pieczęć gminną, na której wizerunku przedstawiono wagę kupiecką[7].
- 1949/1950 – powstała Szkoła Podstawowa w Harbułtowicach, początkowo w wynajmowanym pomieszczeniu, jednak do 1970 r. ludność wsi wybudowała budynek, początkowo z jedną izbą lekcyjną[8]